# 체올
체올 (체올라(Ceola) 또는 체올리치(Ceolric) 으로도 알려져 있음) 은 592년에서 597년까지 웨식스 왕국을 통치했던 왕이다.
체올은 킨리치의 아들인 쿠다 (혹은 쿠스울프)의 아들, 즉 킨리치의 손자였다. 체올은 591년이나 592년에 통치를 시작해 597년에 끝냈다. 이는 앵글로색슨 연대기에는 체올의 재위가 591년이라고 기록되어 있으나, 자신의 삼촌이었던 체울린을 윌트셔에서 일어났던 워던스 버그 전투로 하여금 쫓아냈고, 다음해인 592년이 되어서야 체울린의 아들이었던 쿠스윈이 합법적인 후계자라는 것을 부인하였기 때문이다.
체올이 죽자 왕위는 그의 동생인 체올울프에게로 돌아갔다. 체올의 아들이었던 퀴네길스는 아마 왕위를 계승하기에는 나이가 너무 어렸기 때문이라고 추정하고 있으며, 색슨족의 관습 중 후계자가 계승이 어려울 때, 왕의 형제가 대신 물려받는다는 점을 그대로 받아들인 것으로 보인다. 이후 체올울프 다음에는 퀴네길스가 왕위에 오르게 된다.

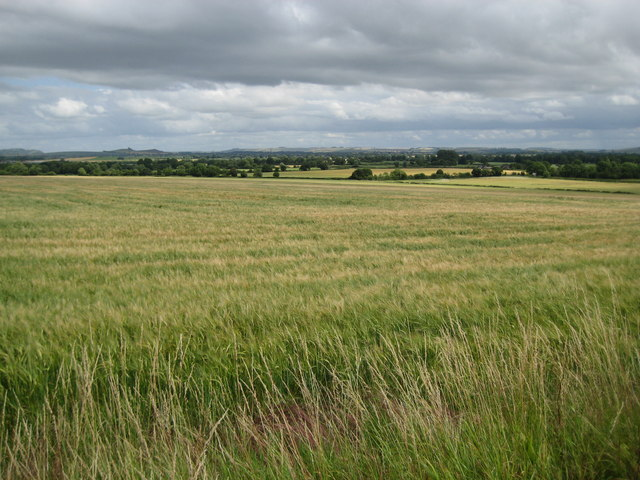
워던스 버그로 확인된 베일 오브 퓨시의 풍경.

1967년 라이트(Wright)와 잭슨(Jackson)이 록시터에서 로마가 영국을 점령하고 있을 당시에 세워진 비석을 찾았다(460년에서 475년 사이로 추정). 비석에는 CUNORIX MACUS MAQVI COLINE이라 써져 있었고, 이를 해석하면 마퀴 콜린(Maqui-Colline, Son-of-Holly. 홀리의 아들)의 아들 쿠노릭스(Cunorix, Hound-king. 킨리치.)이며, 둘 다 당시 아일랜드 지방에서 사용하던 이름과 관련이 있다. 이것은 마퀴 콜린과 체올이 연관되어 있으며, 체울린과 라이벌 지간이었다는 것을 암시하고 있다.

## 체올의 혈통
체올은 웨식스 왕국을 설립한 웨식스 가문의 하위 가문이었으며, 웨식스가로부터 591년부터 645년, 648년부터 674년, 676년부터 685년까지 통치를 받았다. 이 가문에는 체올, 체올울프, 퀴네길스, 첸왈흐, 세악스부르흐 등으로 구성되어 있다. 또한 머시아의 쾬울프나 체올울프 1세도 체올의 후손이라고 믿고 있는데, 이 뜻은 체올의 가문이 적어도 가문을 유지했던 300년 이상은 번창해 있었다는 것을 의미하고 있으며, 어쩌면 3세기보다도 더 오랜 시간동안 번영했을 수도 있다는 것이다.